# مرکز جهانی پنانگ
مرکز جهانی پنانگ (به لاتین: Penang Global City Centre) یک آسمان‌خراش در مالزی است که در پنانگ واقع شده‌است.